# 長沙稅務分局大樓爆炸事件
長沙稅務分局大樓爆炸事件、长沙税务局爆炸案、长沙“7·30”爆炸案是2010年7月30日在中國湖南省長沙市芙蓉區東屯渡国税局稅務分局大樓三楼發生的爆炸事件，凶手刘赘衡通过自制遥控炸药装置，目标是袭击在此办公的某银行湖南省分行原行长彭某某儿子的案件，该案件共造成四死三重伤、多人轻伤。

## 起因
据媒体报道，凶手刘赘衡因经营玻璃五金配件亏本怪罪于某银行湖南省分行原行长彭某某。刘赘衡找到彭某某和其在税务分局上班的彭某某之子彭涛，要求给予补偿。均索赔无果，刘便有了用爆炸的方式袭击其子彭涛及该税务分局工作人员，来报复彭某某等人。

## 事件經過
2009年10月，刘赘衡在湖南郴州永兴县，以炸山建房为借口，购买了炸药雷管。2010年6月，刘赘衡在长沙，自行组装了遥控炸药装置。2010年7月30日下午16时39分许，凶手刘赘衡携自制遥控炸药装置至国税东屯渡税务分局，刘遥控引爆炸药，致被害人彭涛、罗某某两人当场死亡，另两人经医院抢救无效死亡，20人不同程度受伤。2010年7月30日16時15分左右，位於長沙市芙蓉區恆達路繁華區的芙蓉區東屯渡稅務分局大樓3樓發生爆炸。周邊碎屑滿地，鋁合金玻璃窗被全部炸碎。
截止當晚22時40分，警方公佈爆炸造成4人死亡，19人受傷，並表示此案係人為製造爆炸，並立案偵查。知情人稱犯人持炸彈扔到會議室的會議桌下，爆炸當場兩人死亡，十餘人重傷，又有兩名重傷者送醫搶救無效死亡。
刘赘衡引爆遥控炸药后趁乱逃离了案发现场。2010年8月8日，刘赘衡在广西全州落网。12月30日，长沙市中级人民法院进行一审的公开宣判，被告人刘赘衡共造成4死20人受伤、公私财产重大损失的后果。判处刘赘衡死刑，剥夺政治权利终身。同案被告人李孝、刘检犯非法买卖爆炸物罪，均被判处有期徒刑7年。
2011年12月29日，劉贅衡在長沙遭執行槍決。